# 奚 (萧干)
奚国（1123年），萧干（回离保）在辽国末年建立的政权，也是奚族最后一个政权。
1122年，金国攻陷辽国上京，天祚帝逃跑，奚六部大王兼总知东路兵马事萧干率军民立秦晋国王耶律淳为帝。耶律淳任命萧干为知北院枢密事，兼诸军都统，萧干屡败北宋枢密使童贯率领意欲收复燕云的宋兵。耶律淳死后，其妻萧普贤女摄政。金兵入居庸关直奔燕京。萧普贤女带着随从的官员投靠天祚帝，天祚帝将她诛杀。萧干知北院，1123年春，在箭笴山（一说峰山）自立为帝，号奚国皇帝，改元天复（一说天嗣），设奚、汉、渤海三枢密院，改东、西节度使为二王，分司建官。萧干后来为郭药师所败，军心离散，五月，他的部下耶律阿古哲与他的外甥乙室八斤将他杀死，奚国灭亡。